# 崔登高
崔登高（1941年5月—），男，黑龙江哈尔滨人，中国电影美术师，曾任八一电影制片厂美术设计师。